# Añelo
Añelo ist die Hauptstadt des gleichnamigen Departamento Añelo in der Provinz Neuquén im Südwesten Argentiniens. Sie liegt 100 Kilometer von der Provinzhauptstadt Neuquén entfernt am linken Ufer des Río Neuquén. Der Ort gehört in der Klassifikation der Gemeinden der Provinz Neuquén zu den Gemeinden der 2. Kategorie. 

## Geschichte
Der Ort wurde am 20. Oktober 1915 gegründet.

## Wirtschaft
Das Wasserkraftwerk Complejo Hidroeléctrico de Cerros Colorados liegt wenige Kilometer von der Stadt entfernt.

## Feste
- Fiesta Provincial de la Yerra. Alljährlich in der zweiten Woche des Oktober.